# 三宅氏
三宅氏（みやけし）は、日本の氏族のひとつ。
三宅氏には多くの系統がある。
1. 三宅康貞に代表される三河田原城城主の家系で近世に田原藩主、近代に華族の子爵家。
2. 天日槍、百済王族の末裔などと称する一大氏族の系統
3. 三宅国村に代表される摂津三宅城主だった摂津国人の系統。
4. 屯倉に由来すると思われる古代氏族の系統。
5. 三宅和泉守国秀に代表される備中連島の三宅水軍[注釈 1]の系統。
6. 三宅人夜代に代表される播磨城牟礼山城主だった百済人の末裔の系統。
7. 三宅総広に代表される能登畠山氏重臣で畠山八臣と呼ばれた系統。

## 三河田原城主→華族の子爵家の三宅氏
徳川家譜代大名で挙母藩主となった三宅康貞の家系である。藤原氏、源氏、または天日槍の子孫と称した大豪族である。
寛政呈譜や藩翰譜は鎌倉時代末期に現れた古代の三宅連の末裔の児島高徳の子孫であるとするが、伝えられている説には疑問点が多く、祖であるとするには到らない。
三河国内で三宅氏の活動がわかるのは15世紀末になってである。三宅筑前守家次なる人物が猿投神社の棟札に名を残している。明応2年（1493年）の井田野の戦いに松平親忠と戦った武将に三宅伊賀守がいるが、これもこの系統の人物であろうが系譜は不明である。
16世紀末になると足助などにまで勢力を強めるなど活動するが、三宅政盛が松平清康に攻められ降伏した記録があり、同じころに、三宅周防守清貞が清康に居城伊保城を攻略され逃亡した記録があり、三宅右衛門大夫髙貞がその後に現れて清康に攻められていることから、分流がいくつか存在したか、戦国時代の荒波の中で歴代の当主が死去したものかと思われる。松平家に松平元康（徳川家康）が現れると、三宅政貞は、永禄9年（1558年）に松平氏の家臣となった。その子が三宅康貞である。その後、江戸時代には挙母藩主、伊勢亀山藩主を務めた後、田原藩主として廃藩置県まで存続した。この三河田原城の三宅氏の江戸藩邸の坂が、東京の最高裁判所や、日本社会党（現：社会民主党）の建物が存在することからその別名にも使われる三宅坂である。
最後の田原藩主康保は、明治2年（1869年）6月の版籍奉還で田原藩知事に任じられ、明治4年（1871年）7月の廃藩置県まで同藩知事を務めた。
明治2年（1869年）6月17日の行政官達で公家と大名家が統合されて華族制度が誕生すると三宅家も大名家として華族に列した。明治17年（1884年）7月7日の華族令の施行で華族が五爵制になると、同月8日に当時の当主康寧が旧小藩知事として子爵に列せられた。康寧は津島神社宮司を務めた。2代子爵三宅忠強は陸軍軍人だったが、満州事変で負傷して予備役入り。3代子爵三宅直胖の代に三宅子爵家の住居は東京府北多摩郡武蔵野町吉祥寺にあった。

## 備前三宅氏
祖は百済王族の末裔などと称する一大氏族であって大化の改新後に廃止された屯倉に由来する「屯倉」姓であった。しかし、現時点では、『倭名類聚抄』の「三家郷」という郷名や、平城宮出土の木簡の「備前国児嶋郡賀茂郷・三家連乙公調塩一斗」といった表記がみられるのみで。屯倉から三宅氏へ繋がるような文書や文献は現存していないとされている。
なお、以下の文献がある。
- 『戦国宇喜多一族』（立石定夫著、新人物往来社、1988年、絶版）宇喜多氏系図（備前藩大森景頼（伊予大森氏か？、通り字と思われる「頼」の字を含み、宇喜多氏などに仕えたことが伝わるとある）所蔵）（P23）より参照）。
- 『岡山県児島郡誌』（私立児島郡教育会著、岡山県児島郡役所、1915年）三宅のこと（P96）唐琴の碑文(P99)第三節　墓碑　東郷太郎墓(P127)。
- 『吉備群書集成（一）』吉備前秘録　巻之上　三宅の家起、附、宇喜多家傳之事（P489）。
- 『新編　吉備叢書』第二巻 吉備前鑑　下　児島郡古今物語（P225）。
- 『古代氏族系譜集成』（宝賀寿男編著、古代氏族研究会、1986年）下巻　第２章　朝鮮系渡来氏族　宇喜多左京信宗の家系（P1670）。
- 『百家系図』巻29,30。

備中国連島の「海賊」に三宅和泉守国秀があり、備前国児島郡山田村の三宅城主に三宅源左衛門行俊があり、同村の庄屋に三宅氏があり、備中浅口郡西浦の豪家にも三宅氏があり、美作にも勝北郡小畑村の庄屋の三宅氏が見える。
家紋は剣片喰（剣酢漿草）が伝わっている。
三宅和泉守国秀は、永正13年（1516年）、琉球への渡航のため、薩摩国坊津に十二艘の船舶を率いて停泊中、島津氏の襲撃を受けて、攻め滅ぼされた。
島津氏によると、国秀は琉球征服を企んでいたとしているが、伊予の今岡氏の記録によれば、三宅国秀の船団は、幕府側「公方様」（将軍）の命を受けたものであったとされている。
大永元年（1521年）4月、国秀との関係は不明ながら、備中国の兵船が坊津を焼き払うという事件が起こっている。
また国秀は「和泉守」を官途としており、当時、琉球貿易の拠点であった和泉国・堺の町衆（会合衆）・三宅氏との関係が指摘されている。加えて連嶋を含む備中国は幕府要職にある細川氏一族の所領でもある。その一方で、三宅国秀の事件そのものが薩摩島津氏による琉球への介入や貿易の独占を正当化するために捏造した架空事件であるとする説もある。この説に従えば、三宅国秀その人の存在自体が疑わしいことになってしまう。
なお、古代氏族子孫を称する屯倉姓の備前三宅氏と、三宅水軍を中心とした備中三宅氏とは本来別系統のはずであるが、時代と共に混交も進み、また地域事情に詳しくない者の著作等に影響され、自他ともに混同することが増えているようである。

## 摂津国人三宅氏
藤原北家宇都宮氏流とも、藤原南家藤原武智麻呂の末流とも、三河田原城主の三宅氏同様に古代の三宅連の末裔ともいうがどれも伝説の域をでない。
15世紀の初頭に摂津国国人三宅氏は史上に現れる。それは応仁の乱の際で、東軍の細川勝元の家臣で摂津国守護代であった薬師寺与一に率いられた摂津国人衆の一員としてであった。西軍は戦局打開の策として西国の大大名の大内政弘に大軍を率いさせて上洛させた。その大内軍を摂津で迎撃した細川軍の主力は摂津の国人領主たちであった。この戦で三宅氏の一族であろうと思われる三宅三郎という武将が戦死し、他の摂津国人の池田氏たちとともに三宅氏も大内氏に降伏した。大内氏が都を離れると三宅氏は旧主の細川氏の下に帰参した。
その後、細川氏は細川政元の跡目をめぐって争いが生じ、その際、細川氏の本領ともいえる摂津国も戦渦に巻き込まれた。跡目争いでは細川高国側に属して摂津国人の伊丹氏・瓦林氏らと池田氏のよる池田城を攻め落とした。永正8年（1511年）、細川高国が和泉国の深井の合戦で大敗した際には三宅和泉守という三宅氏の当主が討ち死している。あとを継いだ思われる三宅国村はその後、高国の子、細川晴国を奉じて挙兵するが敗れ、晴国を殺害して細川晴元側に寝返り、高国の残党の伊丹国扶と戦っている。
天文17年（1548年）、晴元がその執事三好長慶と対立を深めたとき、細川晴元を見限り、三宅国村は長慶側に寝返った。しかし翌年3月、三宅城は晴元側の勇将香西元成に攻められてあっけなく落城。それ以降香西元成が三宅城に拠った。しかし、6月になると三好長慶が退勢を挽回し、三宅城を攻撃。その際に三宅国村は奮戦して三宅城主として返り咲いた。
天文21年（1552年）三好長慶は将軍足利義輝を京都に迎え、細川氏綱を管領とした。しかし、翌年、義輝は晴元を召し返そうとしたため、長慶と対立した。三宅国村は義輝攻撃の軍に加わり、三宅城は一族の三宅村良が守ったが、細川晴元側の香西元成に攻められて三宅城は落城し三宅村良は討死している。しかし、三宅国村はすぐに三好長慶の支援で三宅城を奪回した。だが、新たな恩賞がなかったことに国村は不満があったのか河内国守護の畠山高政が三好長慶に敵対して挙兵すると教興寺の戦いで畠山高政に味方したが、三好軍に瞬く間に三宅城を攻略され没落してしまった。

## 播磨三宅氏
『播磨国風土記』の神前郡多馳里糠岡条には、糠岡（現在の姫路市船津町糠塚）の地名の由来として、伊和大神（いわのおおかみ）と天日槍命（あめのひぼこ）が戦ったとき、伊和大神の軍が稲をひいたときに糠が積もってできた丘であり、「墓」（つか）とも「城牟礼山」（きむれやま）ともいった、としている。「キ」とは城の意味を表す百済語であり、城牟礼山の「ムレ」は山を意味する百済語なので、「キムレ」とは「城山」と解することができる。応神天皇の時代、神前郡川辺里に百済人が城牟礼山を築いたとあり、その孫を三家人夜代（みやけひとよしろ）と伝えている。
藤原京跡から出土した木簡に、表に神前郡川辺里、裏に三家人荒人俵（みやけのひとあらひと）との記述がある。

## 能登三宅氏
能登畠山氏の重臣で第一次七人衆の一人であった三宅総広。その後の第二次七人衆には総広に加えて三宅総賢の名も現れる。
弘治元年（1555年）弘治の内乱の際に、反乱軍の温井総貞（温井備中入道紹春）方として三宅綱賢、三宅綱久、三宅俊景、三宅慶甫などが見え、鎮圧軍の畠山義綱方としては、三宅続長、三宅宗隆が見える。反乱軍が温井・三宅連合軍であるのに、三宅続長が義綱軍にいるのは、三宅家が一枚岩ではなかった証拠であり、最初温井方についた三宅綱久が、後に義綱方に寝返っていることからも想像ができる。
天正8年(1580年)菱脇の戦い後、温井三左衛門・三宅主計らが金丸の砦に迫ったが、長連龍（ちょうつらたつ）に退けられたとある。
三宅長盛（みやけ ながもり）は、温井続宗の子で、三宅総広の養子になった。温井景隆の実弟で備後守を名乗る。能登畠山氏の家臣。
能登三宅氏は、温井氏と同族の様にも察せられるが詳細は不明。三宅長盛は備後守を名乗り、畠山氏の七人衆の温井備中入道紹春や、備中守を名乗ったものがいることなどから、摂津三宅氏と同様に、備前三宅氏との関係が指摘されるところであろう。

## 三宅史
三宅史（みやけのふひと）は屯倉の管理を掌っていたが、古代の三宅連とは異なった氏族系統であり、その本拠は河内国高安郡三宅郷とされ、その祖は周霊王の太子晋とする。